# Candiretno
Candiretno is een bestuurslaag in het regentschap Magelang van de provincie Midden-Java, Indonesië. Candiretno telt 4411 inwoners (volkstelling 2010).